# Włodzimierz Mościcki
Włodzimierz Mościcki (ur. 21 września?/4 października 1911 w Kijowie, zm. 10 września 1977 w Gliwicach) – polski fizyk, profesor nadzwyczajny Politechniki Gdańskiej i Politechniki Śląskiej, wybitny znawca geochronologii, pionier metody datowania znalezisk organicznych za pomocą izotopu węgla C-14 w Polsce.

## Życiorys
Jego rodzicami byli Polak Grzegorz Mościcki i Rozalia z domu Skidan-Czarnecka, córka atamana Kozaków dońskich zesłanego przez władze rosyjskie na Syberię. Edukację rozpoczynał w Gimnazjum im. Szanina w Omsku. Tam też w 1920 r. jego ojciec został rozstrzelany przez czerwonoarmistów. Matce wraz z nim i jego starszym bratem Bazylim Mościckim (1907-1981) udało się repatriować do Polski w 1921 lub 1923 r. Następnie uczył się w Gimnazjum im. Vetterów w Lublinie, gdzie pełnił też funkcję prezesa samopomocy szkolnej i zastępowego ZHP.
W 1931 zdał maturę i wstąpił na Wydział Matematyczno-Przyrodniczy Uniwersytetu im. Stefana Batorego w Wilnie. Podczas studiów był prezesem i skarbnikiem Koła Naukowego Fizyków i Astronomów USB. W latach 1934–1935 odbył roczną służbę wojskową, uzyskując promocję na pierwszy stopień oficerski. U schyłku lat 30., opracowując rozprawę magisterską pt. Widmo paskowe chlorku talu, był już zarazem zatrudniony jako pomocnik asystenta, a następnie asystent w USB; w tym też czasie był skarbnikiem Stowarzyszenia Asystentów Uniwersytetu Wileńskiego (USB). Chociaż nie zdążył ukończyć studiów przed wybuchem II wojny światowej, od 1937 r. należał do Polskiego Towarzystwa Fizycznego.
Uczestniczył w wojnie obronnej 1939 r. w randze podporucznika Wojska Polskiego jako komendant dworca kolejowego w Sandomierzu, potem zaś dowódca kompanii karabinów maszynowych I Batalionu Marszowego O.Z. 15 Dywizji Piechoty. Wzięty do niewoli 28 września, resztę wojny spędził w oflagach. Był osadzony kolejno w Osterode, Arnswalde, Prenzlau, Gross-Born, Sandbostel, Bad Schwartau i Lubece. W obozach jenieckich prowadził zajęcia samokształceniowe i wykłady z dziedziny fizyki. Po wyzwoleniu pracował w polskiej Komisji Weryfikacyjno-Kwalifikacyjnej, która ułatwiała żołnierzom Polskich Sił Zbrojnych i dipisom podjęcie studiów na uczelniach belgijskich.
Wrócił do kraju (inaczej niż jego brat, przedwojenny oficer zawodowy, kpt. artylerii Wojska Polskiego II RP i Polskich Sił Zbrojnych, który pozostał do końca życia na emigracji w Wielkiej Brytanii) we wrześniu 1945 r. i podjął na nowo pracę akademicką jako młodszy asystent w Katedrze Fizyki Doświadczalnej Uniwersytetu Poznańskiego. W 1946 r. uzyskał stopień magistra filozofii w zakresie fizyki, po czym do 1949 r. pełnił funkcję adiunkta.
W tym okresie pod wpływem lektury prac Willarda Libby'ego zaczął prowadzić własne badania w najważniejszej dlań odtąd dziedzinie geochronologii, udoskonalając sposoby datowania znalezisk organicznych za pomocą izotopu węgla C-14, o czym jako o "obiecującej metodzie oznaczania wieku zabytków" pisał już w 1949 r. Również wówczas wykonał tą metodą - po raz pierwszy w Polsce - pomiar wieku próbki materiału (kawałka drewna z Muzeum Ziemi PAN w Warszawie). W 1951 r. doktoryzował się w dziedzinie nauk matematyczno-przyrodniczych, pisząc pracę pt. O pomiarze koncentracji izotopu C-14 w węglu pochodzenia organicznego.
Od września 1952 r. został kierownikiem Zakładu Fizyki Doświadczalnej na Wydziale Matematyki, Fizyki i Chemii Uniwersytetu Mikołaja Kopernika w Toruniu. W 1954 r. przeniósł się do Gdańska, aby - już jako docent - pokierować I Katedrą Fizyki na tamtejszej Politechnice. Tam zainicjował w 1956 r. utworzenie Wydziału Łączności, który dał początek późniejszemu Wydziałowi Fizyki Technicznej i Matematyki Stosowanej PG. Jednocześnie pracował naukowo także w gdańskiej Wyższej Szkole Pedagogicznej (1956-1958) oraz jako kierownik Pracowni Chronologii Bezwzględnej Instytutu Badań Jądrowych (1958-1962), założonej w Gdańsku, gdzie zorganizował działające od 1961 r. Laboratorium C-14. W latach 1956–1958 przewodniczył też Oddziałowi Gdańskiemu Polskiego Towarzystwa Fizycznego. Tytuł profesora nadzwyczajnego Politechniki Gdańskiej otrzymał w 1962 r.
W 1967 wraz z gronem współpracowników i wyposażeniem pracowni przeniósł się do Katedry Fizyki na Wydziale Elektrycznym Politechniki Śląskiej w Gliwicach, gdzie również został mianowany profesorem nadzwyczajnym. W latach 1968–1974 pełnił funkcję przewodniczącego Oddziału Gliwickiego Polskiego Towarzystwa Fizycznego. Około 1975 r. założone przezeń nowe gliwickie laboratorium osiągnęło znaczenie światowe, wyniki prowadzonych pomiarów były publikowane w prestiżowym międzynarodowym czasopiśmie naukowym "Radiocarbon". W 1974 r. Mościcki zorganizował w Katowicach pierwszą z serii konferencji uczonych z państw RWPG nt. metody C-14, która dała początek współpracy ośrodków z krajów obozu socjalistycznego prowadzących takie badania; następna konferencja odbyła się w 1975 w Tatrzańskiej Łomnicy.
Opublikował łącznie ponad 40 prac, był promotorem lub recenzentem kilkudziesięciu doktoratów i habilitacji. Poza pracą badawczą i działalnością w Polskim Towarzystwie Fizycznym był aktywnie także w wielu innych gremiach naukowych, jako m.in. współzałożyciel Polskiego Towarzystwa Badań Radiacyjnych, członek Komisji Badań Czwartorzędu PAN (1954), Komitetu Fizyki PAN (1963-1975) i Zespołu Przedmiotów Podstawowych Ministerstwa Szkolnictwa Wyższego (1964-1966). Odznaczony Krzyżem Kawalerskim Orderu Odrodzenia Polski oraz licznymi nagrodami resortowymi i lokalnymi.

## Życie prywatne
Był żonaty ze Stanisławą z domu Gregorczyk. Ich synami są: prof. Józef Kazimierz Mościcki (ur. 1947), kierownik Zakładu Fizyki Materiałów Organicznych w Instytucie Fizyki Uniwersytetu Jagiellońskiego, i dr hab. inż. Włodzimierz Jerzy Mościcki (ur. 1948), adiunkt w Katedrze Geofizyki na Wydziale Geologii, Geofizyki i Ochrony Środowiska Akademii Górniczo-Hutniczej w Krakowie.